# 瓦祖爾
瓦祖爾（匈牙利語：Vazul，997年之前—約1031年），匈牙利第一位國王伊什特萬一世的堂弟、安德烈一世和貝拉一世的父親。

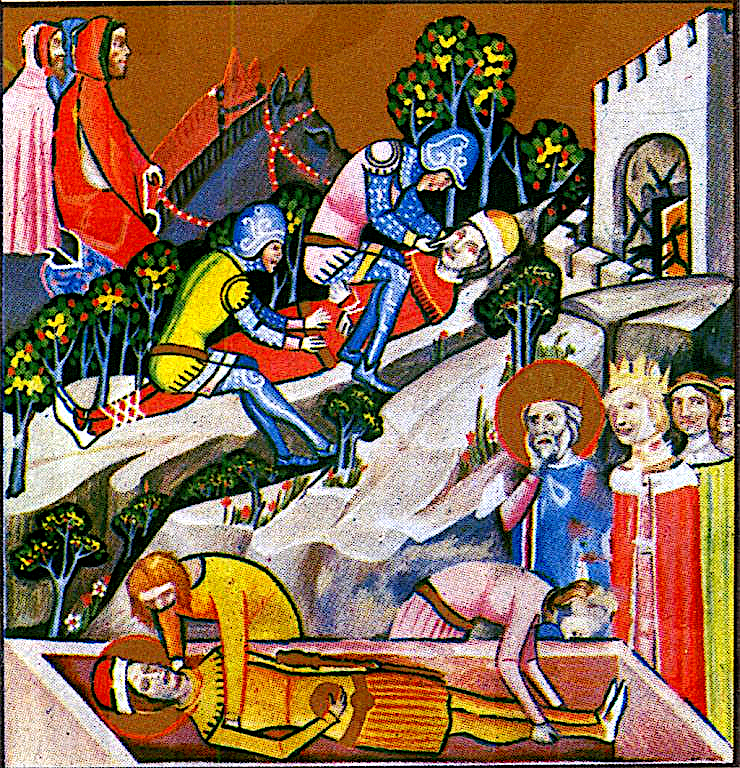